# Kita (Kreis)

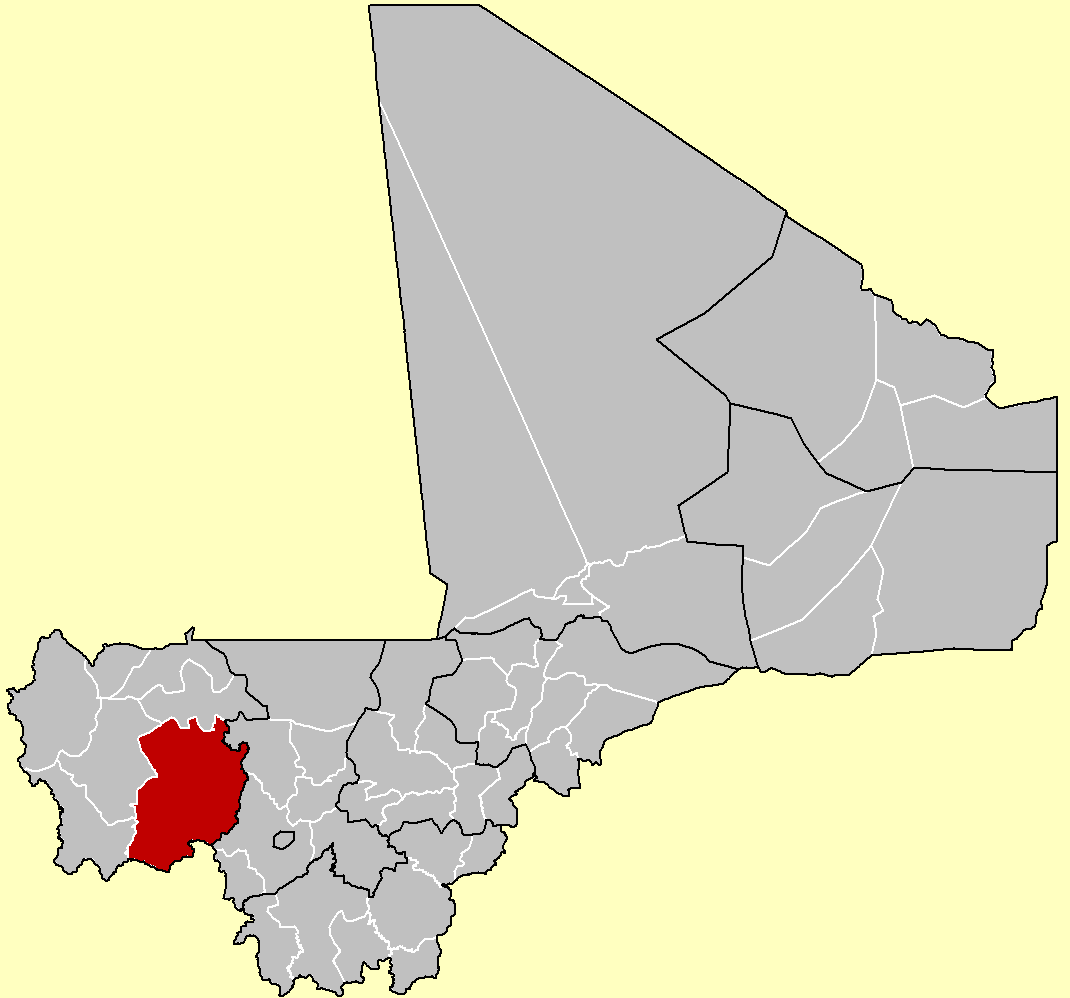
Kreis Kita

Kita ist der Name eines Kreises (franz. cercle de Kita) in der Region Kayes in Mali.
Der Kreis teilt sich in 33 Gemeinden, die Einwohnerzahl betrug beim Zensus 2009 434.379 Einwohner.
Gemeinden: Kita (Hauptort), Badia, Bendougouba, Benkadi Founia, Boudofo, Bougaribaya, Dindenko, Djidian, Djougoun, Gadougou, Guémoukouraba, Kassaro, Kita-Nord, Kita-Ouest, Kobri, Kokofata, Kotouba, Koulou, Kourounnikoto, Madina, Makano, Namala Guimba, Niantanso, Saboula, Sébékoro, Séféto-Nord, Séféto-Ouest, Senko, Sirakoro, Souransan-Tomoto, Tambaga, Toukoto. 